# Navia caulescens
Navia caulescens är en gräsväxtart som beskrevs av Carl Friedrich Philipp von Martius, Schult. och Julius Hermann Schultes. Navia caulescens ingår i släktet Navia och familjen Bromeliaceae.

## Underarter
Arten delas in i följande underarter:
- N. c. caulescens
- N. c. minor

## Bildgalleri

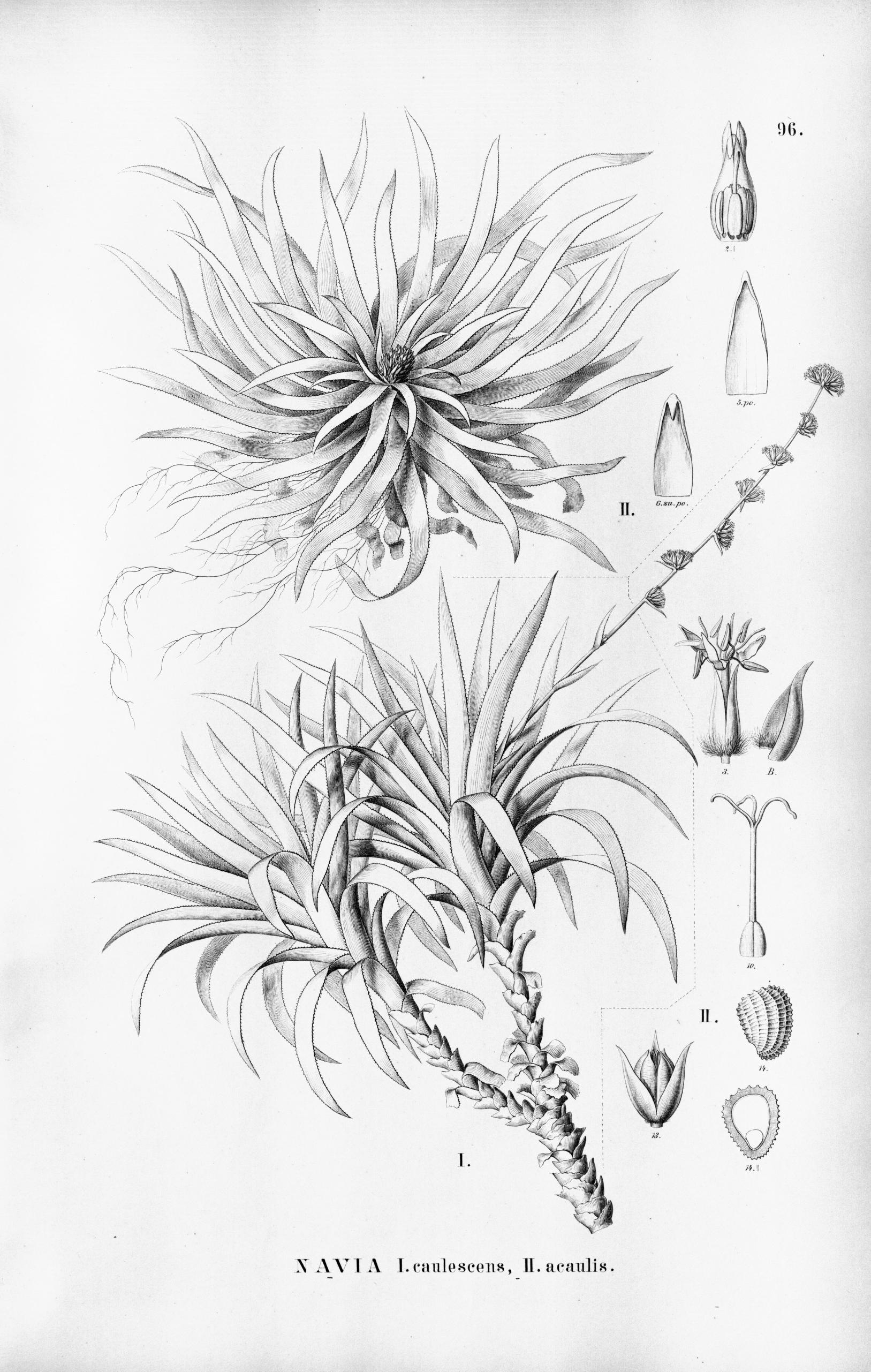